# Gagea punjabica
Gagea punjabica är en liljeväxtart som beskrevs av Igor Germanovich Levichev och Syed Irtifaq Ali. Gagea punjabica ingår i Vårlökssläktet och i familjen liljeväxter. Inga underarter finns listade.